# Comuna Selîșce, Tîvriv
Selîșce (în ucraineană Селище) este o comună în raionul Tîvriv, regiunea Vinnița, Ucraina, formată din satele Selîșce (reședința) și Urojaine.

## Demografie
Componența lingvistică a satului Selîșce
     Ucraineană (96,99%)
     Rusă (2,8%)
     Alte limbi (0,08%)
Conform recensământului din 2001, majoritatea populației satului Selîșce era vorbitoare de ucraineană (96,99%), existând în minoritate și vorbitori de rusă (2,8%).